# سفارة فنلندا في السويد
سفارة فنلندا في السويد هي أرفع تمثيل دبلوماسي لدولة فنلندا لدى السويد. تقع السفارة في ستوكهولم وهي تهدف لتعزيز المصالح الفنلندية في السويد.

## وصلات خارجية
- الموقع الرسمي
- قائمة سفارات فنلندا
- قائمة السفارات في السويد